# Thomisus turgidus
Thomisus turgidus är en spindelart som beskrevs av Charles Athanase Walckenaer 1837. Thomisus turgidus ingår i släktet Thomisus och familjen krabbspindlar. Inga underarter finns listade i Catalogue of Life.